# جوديث أوير
جوديث أوير (بالألمانية: Judith Auer)‏ هي مقاومة ألمانية، ولدت في 19 سبتمبر 1905 في زيورخ في سويسرا، وتوفيت في 27 أكتوبر 1944 في سجن بلوتزينسي في ألمانيا بسبب شنق.